# Petar Lessov
Petar Lessov   () és un boxejador búlgar, ja retirat, guanyador d'una medalla olímpica.
El 1980 va prendre part en els Jocs Olímpics d'Estiu de Moscou, on va guanyar la medalla d'or en la categoria del pes mosca del programa de boxa, en guanyar la final al soviètic Viktor Miroshnichenko.
En el seu palmarès també destaquen dues medalles d'or en el Campionat d'Europa de boxa amateur, el 1981 i 1983. El 1991 passà al professionalisme, on va tenir un paper discret. Va disputar sis combats, cinc dels quals els va perdre. Una vegada retirat passà a exercir d'entrenador, entre d'altres de la selecció nacional búlgara.